# دهستان اسفیورد شوراب
دهستان اسفیورد شوراب، دهستانی است از توابع بخش مرکزی شهرستان ساری در استان مازندران. همچنین اسفیورد یا اسپیورد نام یکی از محله‌های بلوار کشاورز ساری است.
جمعیت این دهستان بر اساس سرشماری سال ۱۳۹۵ در حدود (۸٬۵۳۲ خانوار) ۲۶٬۹۵۶ نفر است.
شهر ساری و دهستان اسپه ورد شوراب مجاور یکدیگرند. «ساری رود» نهری که ساری قدیم (بخش مرکزی ساری امروز) را در درون انحنای خود جای داده‌است، آن را از دهستان اسپه ورد شوراب جدا می‌سازد.